# Dariusz Kulesza
Dariusz Kulesza (ur. 28 sierpnia 1987 w Białymstoku) – polski łyżwiarz szybki startujący w konkurencjach short tracku. Zawodnik klubu Juvenia Białystok. Reprezentował Polskę na Zimowych Igrzyskach Olimpijskich 2006. W 2006 r. zdobył srebrny medal na dystansie 500 m. na Mistrzostwach Świata Juniorów.

## Kariera
Podczas igrzysk w Turynie zajął 22. miejsce na 1500 metrów, 11. na 1000 metrów oraz został zdyskwalifikowany w biegu na 500 metrów.
Reprezentował Polskę podczas Zimowej Uniwersjady 2009 zajmując: 6. miejsce w biegu na 500 metrów, 34. na 1500 metrów oraz 32. na 3000 metrów. Wraz z drużyną został wyeliminowany w półfinale.
Obecnie (2013 rok) pełni funkcję asystenta trenera reprezentacji Polski w short tracku.